# 穆涅卡斯县

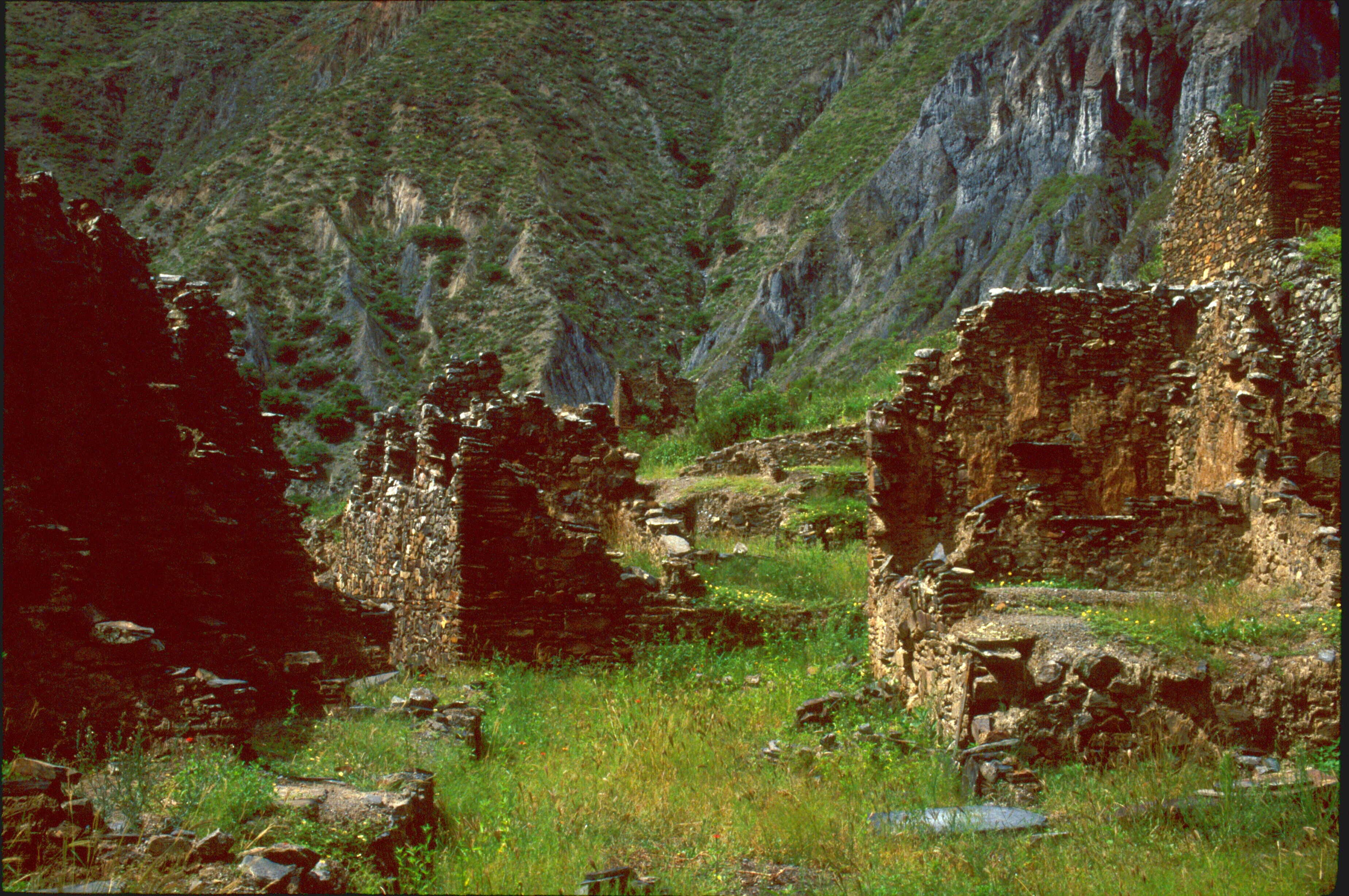

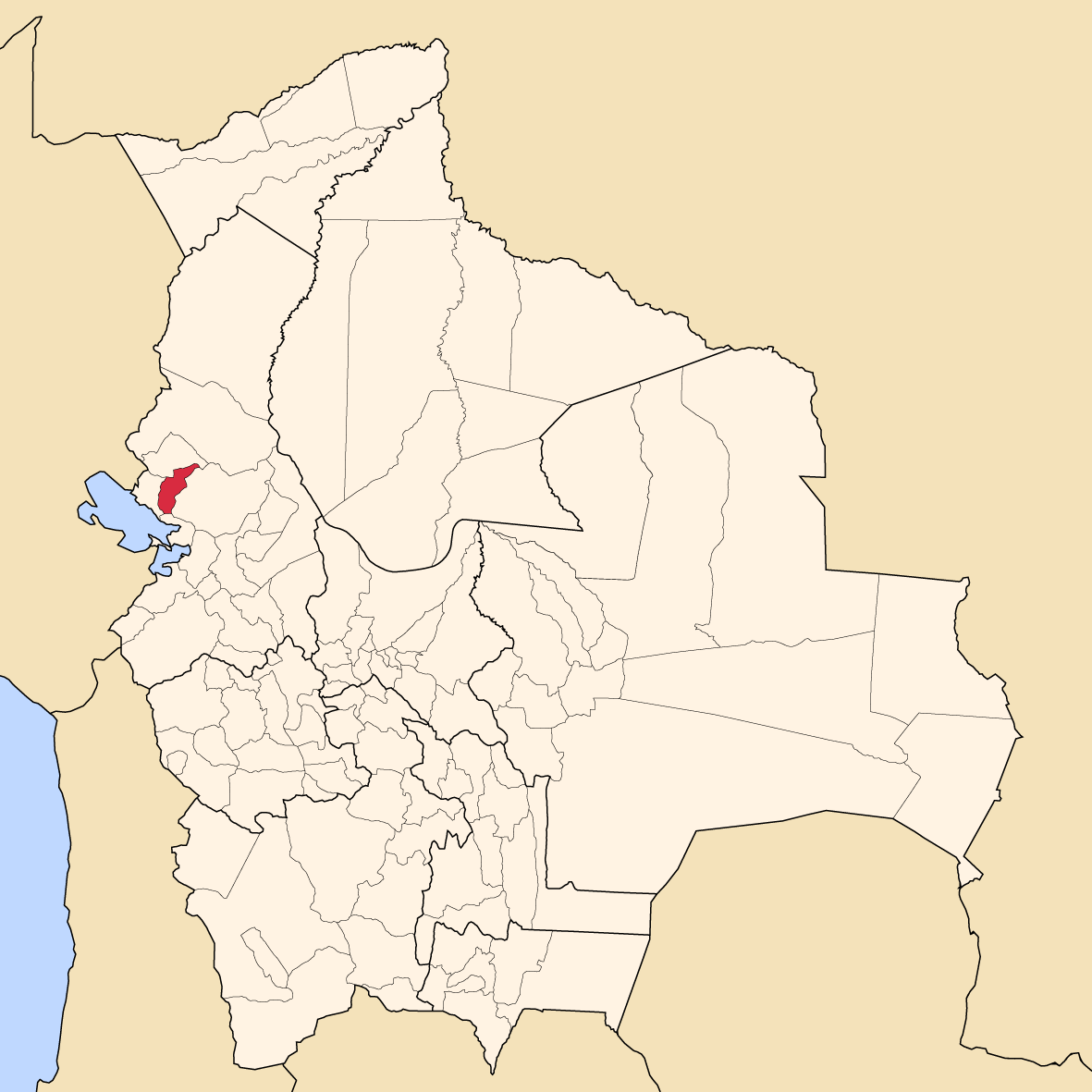

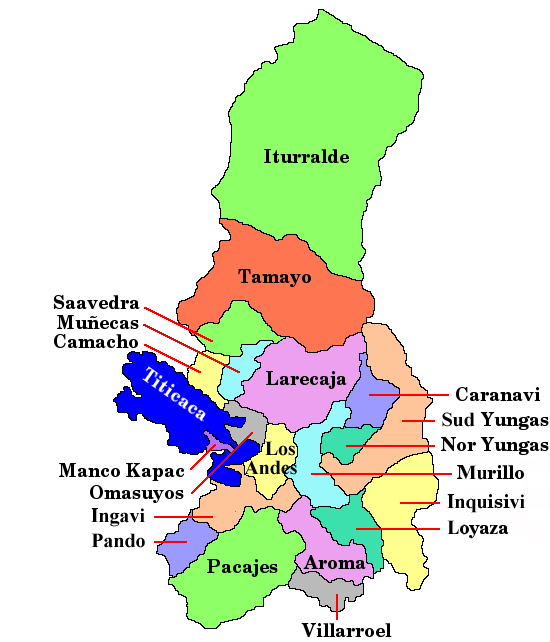

穆涅卡斯县（西班牙語：Provincia de Muñecas），是玻利維亞的县份，位於該國西部，屬於拉巴斯省的一部分，县府設於丘馬，面積4,965平方公里，2012年人口25,193，人口密度每平方公里5.1人。